# Ottimizzazione stocastica
I metodi di ottimizzazione stocastica (OS) sono algoritmi di ottimizzazione che incorporano elementi probabilistici (casuali), sia nei dati del problema (la funzione obiettivo, le approssimazioni, ecc) o nell'algoritmo stesso (attraverso valori parametrici casuali, scelte casuali, ecc.) o in entrambi.
Il concetto contrasta con i metodi di ottimizzazione deterministica dove i valori della funzione obiettivo sono per ipotesi esatti, e la computazione è completamente determinata dai valori esemplificati fino ad adesso.

## Metodi per funzioni stocastiche
I dati di input parzialmente casuali sorgono per esempio in stime e controlli in tempo reale, ottimizzazioni basate su simulazioni dove vengono usate simulazioni di Monte Carlo come stime di un sistema reale, 
e problemi dove c'è un errore sperimentale (casuale) nelle misurazioni del criterio. In tali casi, il sapere che i valori della funzione sono affetti da rumore casuale conduce in modo naturale ad algoritmi che usano strumenti di inferenza statistica per stimare i veri valori della funzione e/o ricavare decisioni statisticamente ottimali riguardo ai passi successivi. I metodi di questa classe includono:
- l'approssimazione stocastica (SA) di Robbins e Monro (1951)[3]
  - l'origine del gradiente stocastico
  - l'approssimazione stocastica di differenza finita di Kiefer e Wolfowitz(1952) [4]
  - l'approssimazione stocastica delle perturbazioni simultanee di Spall(1992) [5]

## Metodi di ricerca casuali
D'altra parte, anche quando i dati sono esatti, è qualche volta utile aggiungere deliberatamente la casualità in essi per cercare processi come strumenti di accelerazione della convergenza e rendere l'algoritmo meno dipendente dagli errori di modellazione. Inoltre la casualità indotta può fornire l'impulso necessario per staccarsi da una soluzione limitata quando si è alla ricerca di un rimedio globale. Infatti questo principio di casualizzazione è noto per essere un metodo semplice ed efficace per ottenere algoritmi con una buona performance quasi certa che attraversa uniformemente tutti gli insiemi di dati, per qualsiasi tipo di problema. I metodi di ottimizzazione stocastica di questo tipo includono:
- il simulated annealing di S. Kirkpatrick, C. D. Gelatt e M. P. Vecchi (1983)[6]
- il metodo dell'entropia incrociata di Rubinstein e Kroese (2004)[7]
- la ricerca casuale di Zhigljaysky(1991)[8]
- la tecnica del salto del bacino nota anche come tecnica Monte Carlo con la minimizzazione[9][10]
- l'inserzione stocastica[10][11]
- la moderazione parallela detta anche dello scambio ripetuto[10][12]
- la scalata della collina stocastica
- gli algoritmi dello sciame
  - l'ottimizzazione del formicaio
  - l'ottimizzazione dello sciame di particelle
  - l'algoritmo delle api
  - la ricerca della diffusione stocastica
- gli algoritmi evolutivi
  - l'algoritmo genetico di Goldberg(1989)[13]

### Software
- AIMMS, su aimms.com. URL consultato il 12 novembre 2009 (archiviato dall'url originale il 3 marzo 2010).
- FortSP solver(FortSP)
- SPInE, su optirisk-systems.com.
- XPRESS-SP [collegamento interrotto], su dash-optimization.com.

| Controllo di autorità | GND (DE) 4057625-5 |